# Municipio de Bois Brule
El municipio de Bois Brule (en inglés: Bois Brule Township) es un municipio ubicado en el condado de Perry en el estado estadounidense de Misuri. En el año 2010 tenía una población de 540 habitantes y una densidad poblacional de 3,29 personas por km².

## Geografía
El municipio de Bois Brule se encuentra ubicado en las coordenadas 37°49′3″N 89°47′12″O / 37.81750, -89.78667. Según la Oficina del Censo de los Estados Unidos, el municipio tiene una superficie total de 164.02 km², de la cual 156,66 km² corresponden a tierra firme y (4,49 %) 7,36 km² es agua.

## Demografía
Según el censo de 2010, había 540 personas residiendo en el municipio de Bois Brule. La densidad de población era de 3,29 hab./km². De los 540 habitantes, el municipio de Bois Brule estaba compuesto por el 97,96 % blancos, el 0,19 % eran afroamericanos, el 0,19 % eran amerindios, el 0,37 % eran asiáticos y el 1,3 % eran de una mezcla de razas. Del total de la población el 0,19 % eran hispanos o latinos de cualquier raza.